# Caracul
| Imagine indisponibilă |  | Imagine indisponibilă |
|                       |  |                       |

Caracul este o rasă de oi originară din Asia centrală (Uzbekistan), ale căror miei au blana buclată, de obicei neagră, numită „astrahan”. Aceste oi sunt crescute în principal pentru blana mieilor caracul, din care se fabrică căciuli și paltoane. Mieii caracul sunt sacrificați în maxim trei zile de la fătare. Cea mai valoroasă pielicică este cea recoltată în primele 24-48 de ore de la nașterea mieilor. Pielicelele se bagă apoi la argăseală și urmează un tratament chimic pentru a se păstra chiar și 10-15 ani.

## Legături externe
- Materiale media legate de Caracul la Wikimedia Commons
- American Karakul Sheep Registry